# ريتشارد ادموند ينج
ريتشارد ادموند ينج (بالإنجليزية: Richard Edmund Lyng)‏ (و. 1918 – 2003 م) هو سياسي من الولايات المتحدة الأمريكية ولد في سان فرانسيسكو.
تولى منصب كبير الإداريين التنفيذيين .وهو عضو في الحزب الجمهوري .

## التعليم
تعلم في نوتردام.

## روابط خارجية
- ريتشارد ادموند ينج على موقع مونزينجر (الألمانية)
- ريتشارد ادموند ينج على موقع إن إن دي بي (الإنجليزية)